# Едмунд Глез фон Хорстенау
Едмунд Глез фон Хостенау (Браунау на Ину, 27. фебруар 1882 — Нирнберг, 20. јул 1946) био је аустријски официр, политичар и генерал Вермахта.

## Предратна биографија
Одрастао је у официрској породици и школовао се Терезијанској војној академији. У Првом свјетском рату је служио као официр аустроугарске војске, а 1915. је службовао у Генералштабу гдје је под његовом надлежношћу била служба за штампу. Послије рата је студирао историју на бечком универзитету и служио у обавјештајној служби, а од 1925. до 1938. је био директор Аустријског ратног архива.
Глајзе-Хорстенау је на почетку био монархист који се у новоствореној Републици Аустрији залагао за повратак Хабсбурговаца. Међутим, до 1930-их се приближио аустријским нацистима окупљенима око др. Артура Зајс-Инкварта, те с временом постао други човјек те странке. Иако је она формално била забрањена, постао је члан државног парламента 1934. године. Од 1936. до 1938. био је министар унутрашњих послова у влади Курта Шушнига. Ту дужност је обављао јер је Адолф Хитлер присилио Шушнига да га постави на то место. На састанку у Берхтесгадену 12. фебруара 1938. између Хитлера и аустријског канцелара Шушнига под њемачким притиском Хорстенау је постављен за аустријског министра рата. Нова про-нацистичка влада у Аустрији допуштала је асимилацију њемачке војске над аустријском и асимилације двају народа. Након дугог дипломатског „мучења“ између Аустрије и Њемачке, аустријски канцелар ипак се одлучио на неуједињење између Аустрије и Њемачке, што је изазвало оштре реакције у Берлину. Хорстенау је отишао у Берлин, и вратио се у Беч с Хитлеровим упутама и састао се са Зајс-Инквартом. Њихови захтјеви, односно Хитлерови захтјеви су представљени Шушнигу, који је био упозорен на то да не може рачунати ни на војску ни на полицију да ће бранити аустријске границе јер је и војска и полиција била под нацистичким утицајем из Њемачке. На 13. марта 1938. услиједио је Аншлус. Аустрија је постала њемачка покрајина под називом Остмарк.
Од 11. марта до 13. марта 1938. Хорстенау је био вицеканцелар владе Аустрије, док је дужност канцелара имао Артур Зајс-Инкварт.

## Други свјетски рат
Када је за вријеме Априлског рата основана НДХ, послан је у Загреб како би служио као њемачки војни изасланик код нових власти. Већ од самог почетка је исказивао антипатије према Павелићу и усташком покрету, и у својим службеним извештајима у Берлин жестоко је критиковао његову политику прогона и убијања српског становништва, сматрајући да се њоме изазива устанак који ће захтијевати иначе непотребну интервенцију њемачких окупацијских снага. Већ од краја јуна 1941. Хорстенау је утврдио да усташки режим има слабу подршку народа.
Током љета 1942. године Глез фон Хорстенау је затрпавао немачког посланика у Загребу Зигфрида Кашеа извештајима о усташким злочинима над Србима. У једном од њих извештава:
„Код Славонске Пожеге налази се један концентрациони логор, који носи име 'усташки исељенички логор'. Управник овог к. л. је бивши католички свештеник, а сада чувени усташа Клајић...

Током једног уобичајеног мучења, покушао је један заробљеник да од свог мучитеља отме пушку. Кад је ово дојављено команданту логора Клајићу, он је наредио да се сви логораши побију ватром из митраљеза са дум-дум мецима. Читав сат је трајала паљба са улаза у бараке. Изглед барака после овога не може се описати. Зидови су били крвљу пошприцани и са њих су висили комади меса и просутих мозгова, док су подови били прекривени унакаженим лешевима. Бараке су остале у овом стању пуна два дана, све док није пристигао нови транспорт заробљеника, који су их онда очистили."
Глезово незадовољство стигло је и до немачке врховне команде, али његове савете нису послушали:
Глез фон Хорстенау је био посебно фрустриран тиме што су, по његовом мишљењу, италијанске снаге имале више успјеха у пацификацији своје окупацијске зоне, и тако што су као заштитници српског становништва „спонзорисали“ четнике. Глез фон Хорстенау је, према наводима у својим мемоарима, озбиљно размишљао о томе да њемачке власти сличан модел предложе партизанима. Његове напоре у том смјеру је жестоко пријечио њемачки велепосланик Зигфрид Каше, који се залагао за пуну подршку Рајха усташком покрету.
Хорстенау је био на челу њемачке делегације на мартовским преговорима са партизанским делегатима Владимиром Велебитом и Милованом Ђиласом.
Њемачки опуномоћени генерал у Загребу Едмунд Глез фон Хорстенау жалио се команданту Југоистока на партизане:
{{цитат|»У јеку операције »Шварц« заузели су Пожешку котлину, сем Плетернице и Славонске Пожеге гдје живи 7.000 фолксдојчера. Партизани су заузели важно привредно подручје које је од великог значаја за њемачку ратну привреду... У поређењу са партизанима, њемачки војник је слабије обучен за вођење борбе у планинама и често није дорастао фанатично борбеним партизанима, који су се потпуно сродили са земљиштем, а поред тога имају подршку становништва. Тешкоће на југословенском ратишту нарочито у Босни и Херцеговини, Хрватској и Славонији, равне су тешкоћама на источном и афричком фронту, а велико пространство и пошумљеност терена представља изузетне тешкоће«.
До године 1944. његово непријатељство према Павелићу је нарасло до те мјере да је у љето 1944. био умијешан у заверу Лорковић-Вокић којом је дио усташких званичника настојао свргнути Павелића и окренути НДХ на страну Савезника. Хорстенау је након слома завере, на Павелићев захтјев и уз Кашеов благослов, 25. септембра смијењен са свог положаја. Именован је на опскурно мјесто „војног историчара за Југоистоку“, на коме је остао до краја рата. Крајем 1944. године, Глез фон Хорстенау је предлагао Савезницима да аустријски официри Вермахта отворе линију фронта и дозволе америчким и британским трупама да окупирају Аустрију прије Совјета.
Хорстенауа су 5. маја 1945. заробили амерички војници. Након више од година дана заробљеништва, бојећи се да ће бити изручен Југославији ради суђења за ратне злочине, извршио је је самоубиство у војном логору Лангвасер у близини Нирнберга у Њемачкој 20. јула 1946.
За вријеме службе у Загребу је почео писати своју аутобиографију, коју је довршио недуго прије смрти. Она је касније два пута објављена на подручју бивше Југославије, посљедњи пут 2007. у издању Нолита под насловом Између Хитлера и Павелића.